# Лук'яненко Володимир Матвійович
Володимир Матвійович Лук'яненко (нар. 18 жовтня 1937, Харків) — український державний діяч, міністр хімічного і нафтового машинобудування СРСР,  президент — голова правління ВАТ «Сумське машинобудівне науково-виробниче об'єднання імені М. В. Фрунзе». Кандидат у члени ЦК КПРС у 1986—1990 роках. Член ЦК КПРС у 1990—1991 роках. Депутат Верховної Ради СРСР 11-го скликання (1986–1989). Доктор технічних наук, професор (1997). Герой Соціалістичної Праці (10.12.1985). Герой України (26.02.2004, позбавлений звання 12.05.2023).

## Біографія
Народився 18 жовтня 1937 в місті Харків в родині службовця.

### Освіта
Харківський політехнічний інститут (1955–1960), інженер-механік, «Машини і апарати хімічного виробництва»; Український заочний політехнічний інститут (1965), інженер-механік, «Технологія машинобудування, металорізальні верстати та інструменти»; кандидатська дисертація «Дослідження ефекту поперечної нерівномірності руху потоків на контактних пристроях і розробка конструкції дистиляційної колони содового виробництва» (1973); докторська дисертація «Динамічна міцність, надійність та оптимізація роторних машин нафтогазохімічної промисловості» (Харківський державний політехнічний університет, 2000).
У вересні 1955 — грудні 1960 року — студент Харківського політехнічного інституту.
У січні 1961 — грудні 1963 року — помічник майстра, майстер, старший майстер механічного цеху № 3 Сумського машинобудівного заводу імені М. В. Фрунзе.
Член КПРС з 1963 року.
У вересні 1963 — грудні 1964 року — заступник начальника цеху № 7, у грудні 1964 — квітні 1969 року — заступник начальника цеху № 6, в.о. начальника, начальник цеху № 6, у квітні 1969 — листопаді 1973 року — головний інженер — заступник директора Сумського машинобудівного заводу імені М. В. Фрунзе.
У листопаді 1973 — січні 1976 року — в.о. директора, директор Сумського машинобудівного заводу імені М. В. Фрунзе. У січні 1976 — липні 1985 року — генеральний директор Сумського машинобудівного виробничого об'єднання імені М. В. Фрунзе. У липні — вересні 1985 року — генеральний директор Сумського машинобудівного науково-виробничого об'єднання імені М. В. Фрунзе. У вересні 1985 — січні 1986 року — генеральний директор Сумського машинобудівного науково-виробничого об'єднання ім. М. В. Фрунзе — директор Всесоюзного науково-дослідного і конструкторсько-технологічного інституту компресорного машинобудування.
10 січня 1986 — 27 червня 1989 — міністр хімічного і нафтового машинобудування СРСР (в.о. міністра до ліквідації Міністерства у листопаді 1989). 
У листопаді 1989 — лютому 1994 року — генеральний директор Сумського машинобудівного науково-виробничого об'єднання ім. М. В. Фрунзе. З лютого 1994 року — голова правління — президент НВО імені М. В. Фрунзе.
З травня 2003 року — голова наглядової ради ВАТ «Сумський завод насосного і енергетичного машинобудування «Насосенергомаш». Член Координаційної ради з питань внутрішньої політики при Президентові України (з 09.1998); член Комітету з Державних премій України в галузі науки і техніки (з 06.2000).
З липня 2019 до лютого 2020 року — генеральний директор Акціонерного товариства «Сумське машинобудівне науково-виробниче об'єднання» (АТ «Сумське НВО»).
Довірена особа кандидата на пост Президента України В.Януковича в ТВО № 160 (2004–2005). Академік Академії технологічної кібернетики України, член президії академії, голова Сумського регіонального центру (з 1991). Академік Міжнародної академії холоду.
Указом Президента України №279/2023 «Про рішення Ради національної безпеки і оборони України від 12 травня 2023 року "Про застосування та внесення змін до персональних спеціальних економічних та інших обмежувальних заходів (санкцій)» проти Володимира Лук'яненка було застосовано обмежувальні заходи терміном на 10 років.
29 жовтня 2024 року Вищий антикорупційний суд частково задовольнив позов Міністерства юстиції України щодо санкцій. Суд стягнув з Лук’яненка Володимира Матвійовича у дохід держави: корпоративні права 15 українських підприємств, серед яких АТ «Насосенергомаш» (90,6%), АТ «Сумське машинобудівне НВО» (83,9%), ТОВ «Кусум фарм» (50%) та інші; квартиру в Сумах; гладкоствольну рушницю.
01 липня 2025 Верховний Суд у складі колегії суддів Касаційного адміністративного суду відмовив у задоволенні позову Володимира Лук'яненка до Президента України Володимира Зеленського про визнання протиправним та скасування Указу Президента України від 12.05.2023 № 279/2023 «Про рішення Ради національної безпеки і оборони України від 12 травня 2023 року «Про застосування та внесення змін до персональних спеціальних економічних та інших обмежувальних заходів (санкцій)» у частині в застосування персональних санкція до Володимира Лук'яненка  персональних санкцій.

## Нагороди
- Звання Герой України з врученням ордена Держави (26 лютого 2004) — за визначні особисті заслуги перед Українською державою у розвитку вітчизняного машинобудування, впровадження прогресивних форм господарювання та освоєння нових видів продукції, багаторічну плідну діяльність[2] [3]
- Герой Соціалістичної Праці (10.12.1985).
- Орден князя Ярослава Мудрого IV ст. (18 жовтня 2012)[4], V ст. (10.2007)[5] [3]
- Орден «За заслуги» І ст. (10.1997)[6], II ст. (08.1997)[7], III ст. (11.1996)[8] [3]
- Ордени Леніна (1981, 10.12.1985), Жовтневої Революції (1976), Трудового Червоного Прапора (1971).
- Медаль «За доблесну працю. На ознаменування 100-річчя з дня народження В. І. Леніна» (1970).
- Державна премія України в галузі науки і техніки 1997 року — за розробку теоретичних основ автоматизованого оптимального проектування машин, конструкцій і приладів, створення на цій базі зразків сучасної техніки з впровадженням у серійне вітчизняне виробництво нового покоління конкурентоспроможних турбокомпресорних систем (у складі колективу)[9].[3]
- Лауреат Державної премії СРСР (1980)
- Орден «100-річчя визволення від османської неволі» (НРБ, 1987).
- Орден Святого князя Володимира Великого (1997).
- Орден «Золотий Меркурій» (1997).
- Орден «Галкиниш» (Туркменістан). [10]
- Почесний професор Харківського державного політехнічного університету (1998).
- Почесний працівник газової промисловості (1996), почесний працівник Укргазпрому (1997).
- Позбавлений усіх державних нагород України Указом Президента України №279/2023

## Захоплення
Полювання, риболовля, колекціонування картин.